# Live! (álbum de Vinnie Moore)
Live! es el primer álbum en vivo del guitarrista estadounidense de metal neoclásico Vinnie Moore, publicado en 2000 por Shrapnel Records. Se grabó el 5 y 6 de mayo de 1999 en el recinto The Edge de Palo Alto (California), durante la gira promocional de The Maze.

## Lista de canciones
Todas las canciones escritas por Vinnie Moore.

| N.º | Título                    | Duración |  |
| 1.  | «The Thinking Machine»    | 3:58     |  |
| 2.  | «The Maze»                | 6:37     |  |
| 3.  | «Cryptic Dreams»          | 4:47     |  |
| 4.  | «Meltdown»                | 3:37     |  |
| 5.  | «Never Been to Barcelona» | 4:32     |  |
| 6.  | «She's Only Sleeping»     | 3:31     |  |
| 7.  | «VinMan's Brew»           | 6:34     |  |
| 8.  | «Check It Out!»           | 5:14     |  |
| 9.  | «Rain»                    | 4:24     |  |
| 10. | «Daydream»                | 2:52     |  |
| 11. | «Watching from the Light» | 4:32     |  |
| 12. | «With the Flow»           | 4:22     |  |

## Músicos
- Vinnie Moore: guitarra eléctrica
- Barry Sparks: bajo
- Wayne Findlay: guitarra rítmica y teclados
- Shane Gaalaas: batería y percusión